# Bornholms gymnasium
Bornholms gymnasium är en gymnasieskola i Rønne på Bornholm i Danmark. Den grundades 1512 som Rønne Latinskole på beslut av biskop Birger Gunnersen då ön hade brist på präster. Den bytte i början av 1800-talet namn till först Rønne Middelskole och sedan Rønne Lærde Skole. Den bytte 1986 namn till Bornholms Amtsgymnasium och har haft sitt nuvarande namn sedan amten avskaffades 2007.
Gymnasieskolan ingår tillsammans med Bornholms erhvervsskole och VUC Bornholm i Campus Bornholm sedan 2010. Skolan låg ursprungligen på Søborgstræde 2, men flyttade till sin nuvarande plats på Minervavej 1 tillsammans med resten av campuset 2017. På gymnasiet finns alla de fyra inriktningar som förekommer i Danmark.